# قضیه مونت–سس
قضیه مونت-سَس نتیجه اساسی نظریه تقریب است که توسط هرمان مونتز در سال ۱۹۱۴ و اتو سَس (۱۹۵۴-۱۸۸۴) در سال ۱۹۱۶ اثبات شد. صرف نظر از جزئیات، قضیه نشان می‌دهد که قضیه وای‌استراس در تقریب چند جمله‌ای می‌تواند حفره‌هایی را در داخل آن با محدود کردن ضرایب معین در چند جمله‌ای‌ها صفر ایجاد کند. شکل نتیجه قبل از اثبات توسط سرگئی برنشتاین حدس زده شده بود. 
قضیه، در یک مورد خاص، بیان می‌کند که یک شرط لازم و کافی برای تک‌جمله‌ای‌ها است 
{\displaystyle x^{n},\quad n\in S\subset \mathbb {N} }
به دهانه یک زیر مجموعه متراکم از فضای باناخ {\displaystyle C[a,b]} از همه‌ی توابع پیوسته با عدد مختلط مقادیری در بازه بسته [A, B] با {\displaystyle a>0}، با نورم یکنواخت است، که مجموع آن 
{\displaystyle \sum _{n\in S}{\frac {1}{n}}\ }
از دوسویه‌ها، که از S گرفته شده است، باید واگرا شوند، یعنی S مجموعه بزرگی است. برای یک بازه [۰ ، b ]، توابع ثابت لازم است: با فرض اینکه ۰ در S باشد، شرط سایر نمایی‌ها مانند گذشته است. 
به طور کلی تر، می‌توان از هر دنباله اکیداً صعودی از اعداد حقیقی مثبت، استفاده کرد و همان نتیجه را داشت. سَس نشان داد که برای نمایی‌هایی اعداد مختلط، همان شرط برای دنباله قسمت‌های حقیقی اعمال می‌شود. 
نسخه‌هایی نیز برای فضاهای L p وجود دارد . 